# Gemballa
Gemballa GmbH je automobilka a tuningová společnost se sídlem v Leonbergu v Německu. Specializuje se na zakázkové úpravy, především vozů Porsche. Společnost v roce 1981 založil podnikatel Uwe Gemballa.
V květnu 2010, po zmizení podnikatele, byla továrna Gemballa zabavena německými úřady a uzavřena. Její generální ředitel Andreas Schwarz a investor Steffen Korbach v srpnu 2010 od společnosti odkoupili práva a znovu ji založili. V roce 2016 se stal Korbach jediným generálním ředitelem společnosti a Alexander Schwarz ze své pozice odstoupil.

## Smrt Uwe Gembally
Dne 17. února 2010 bylo zveřejněno, že Uwe Gemballa zmizel na služební cestě v jihoafrickém Johannesburgu. V říjnu 2010 byl nalezen mrtev západně od Pretorie. Existuje podezření, že jeho vražda souvisela s praním špinavých peněz, operací, která se obrátila proti němu. Podle jiných zdrojů byl Gemballa zavražděn, protože se odmítl podílet na trestné činnosti.
Dne 29. října 2010 se Thabiso Mpshe z Pretorie přiznal k obviněním z účasti na Gemballově vraždě. Byl odsouzen ke 20 letům vězení. V roce 2015 byli za podíl na únosu a vraždě podnikatele odsouzeni další tři muži. Z organizace této operace je však podezřelý Radovan Krejčíř.

## Fotogalerie

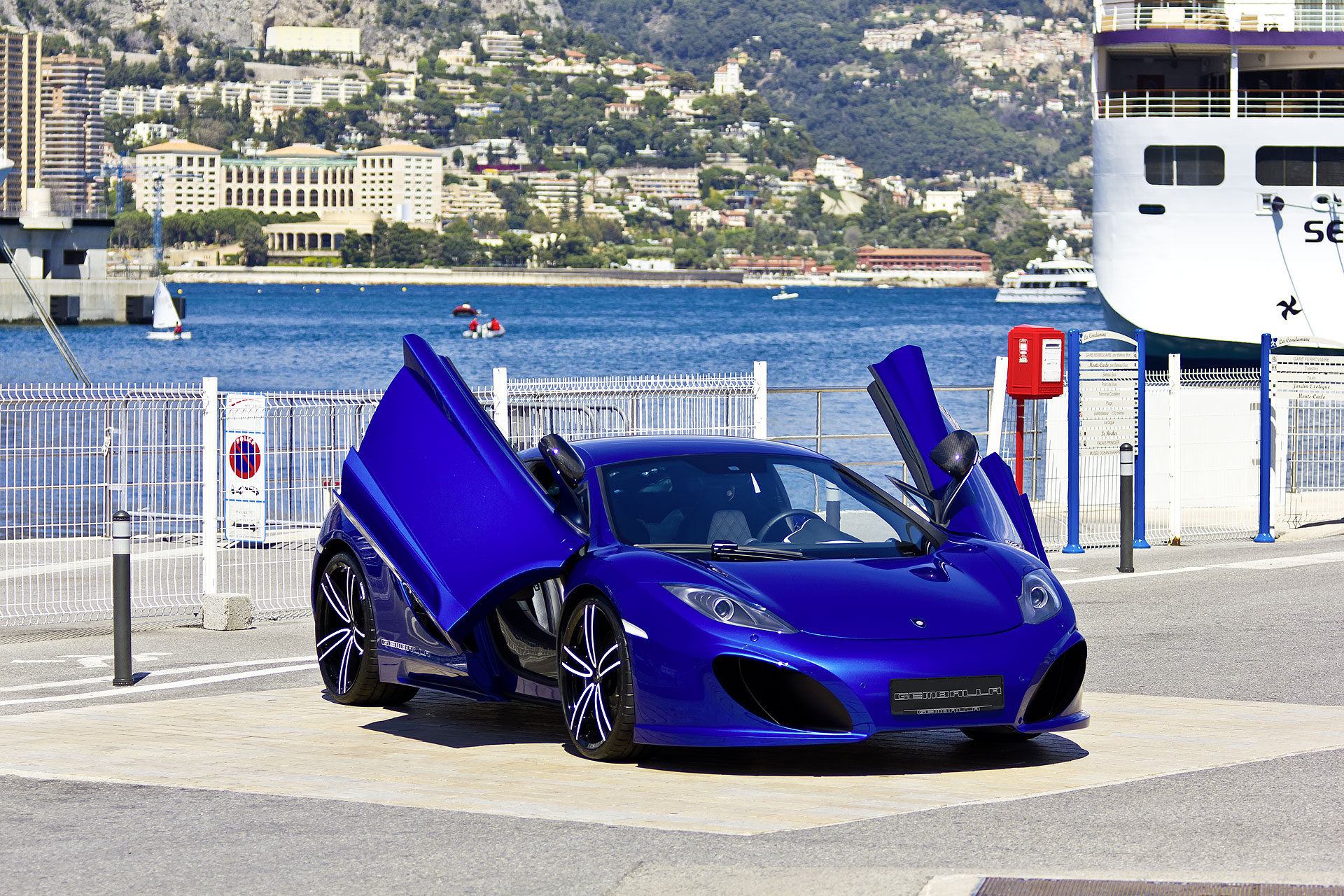
Gemballa GT (založený na voze McLaren 12C)
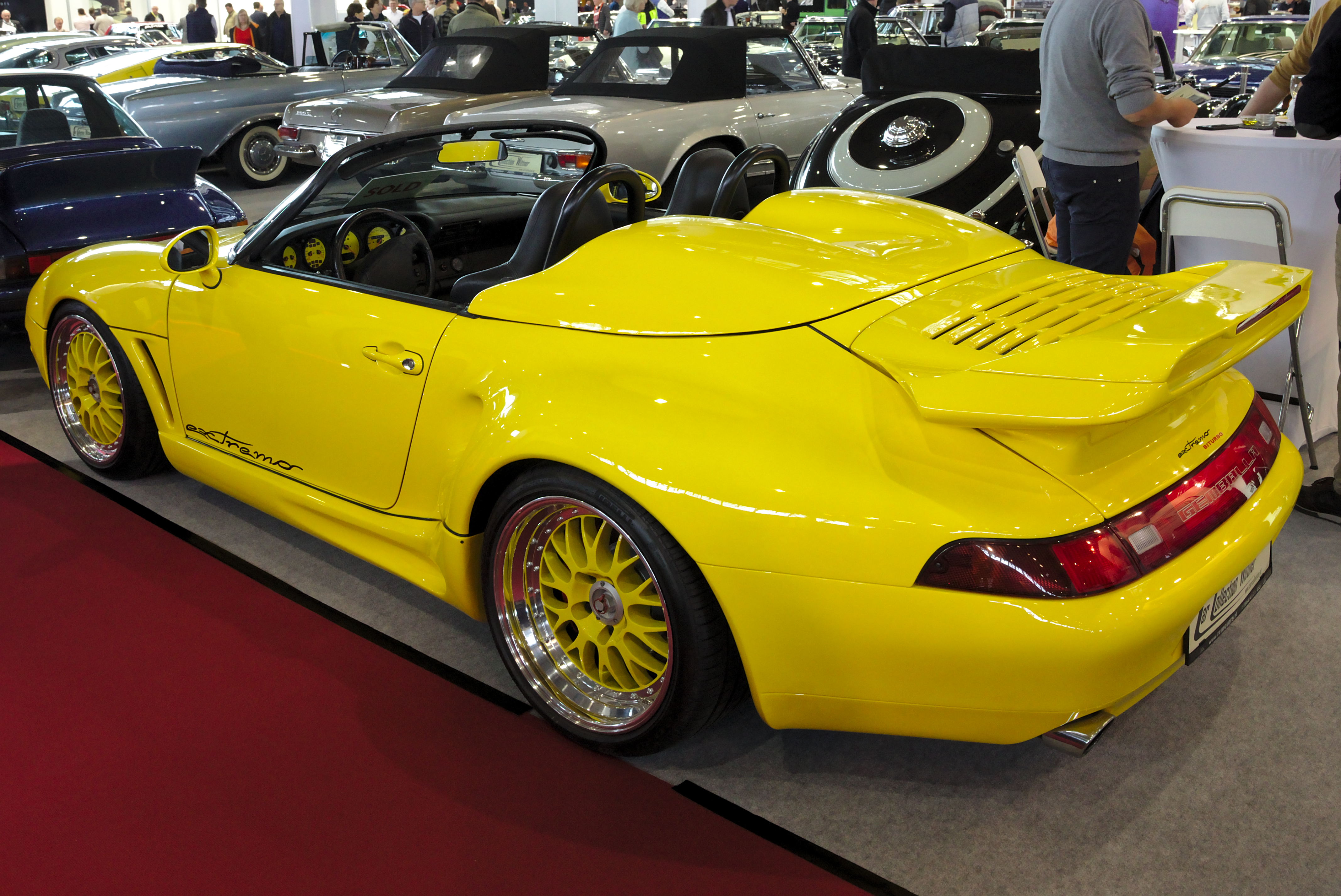
Gemballa Biturbo Speedster (založený na Porsche 911)
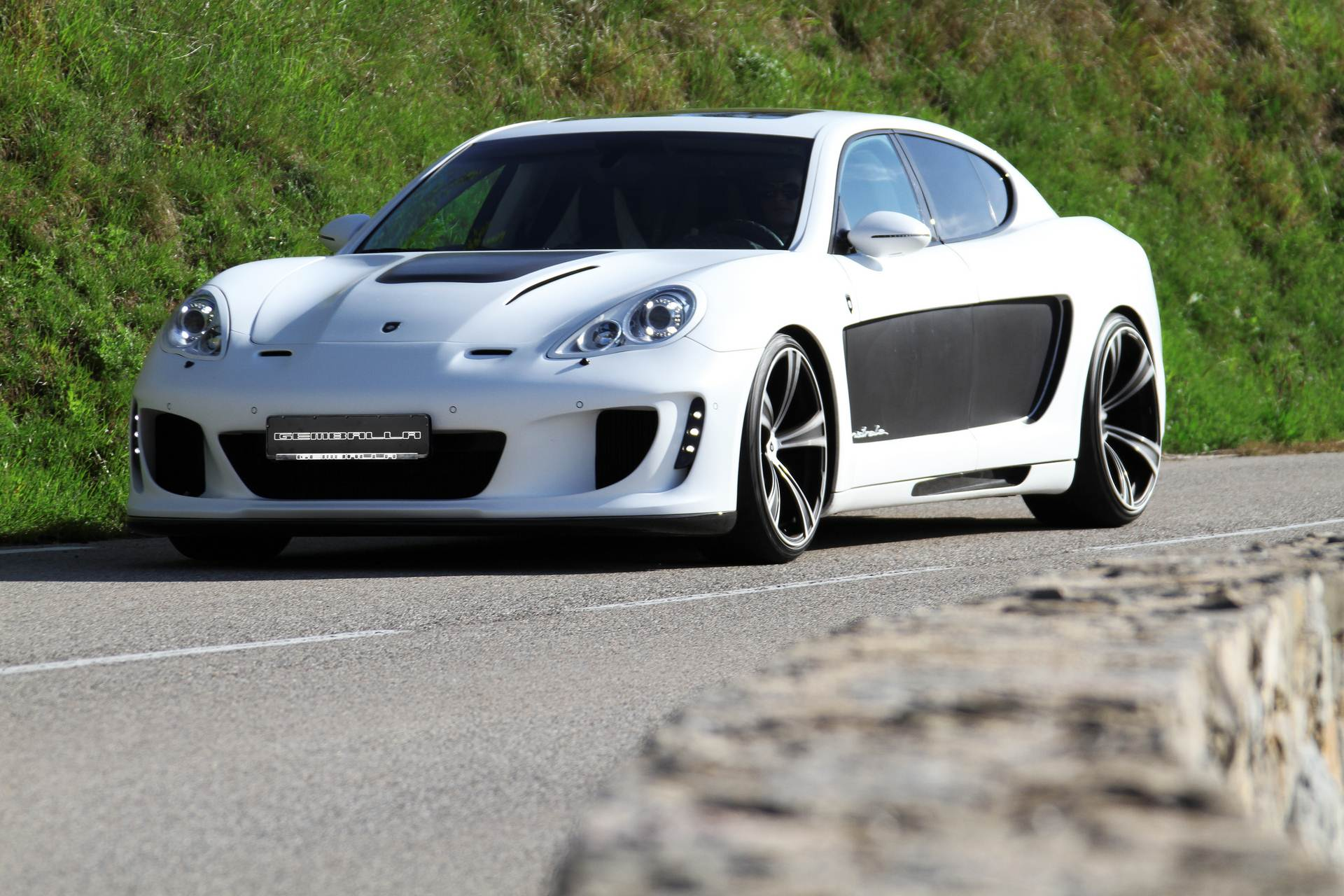
Gemballa Mistrale